# Preški Vrh
Preški Vrh je naselje v Občini Ravne na Koroškem.